# Fedez

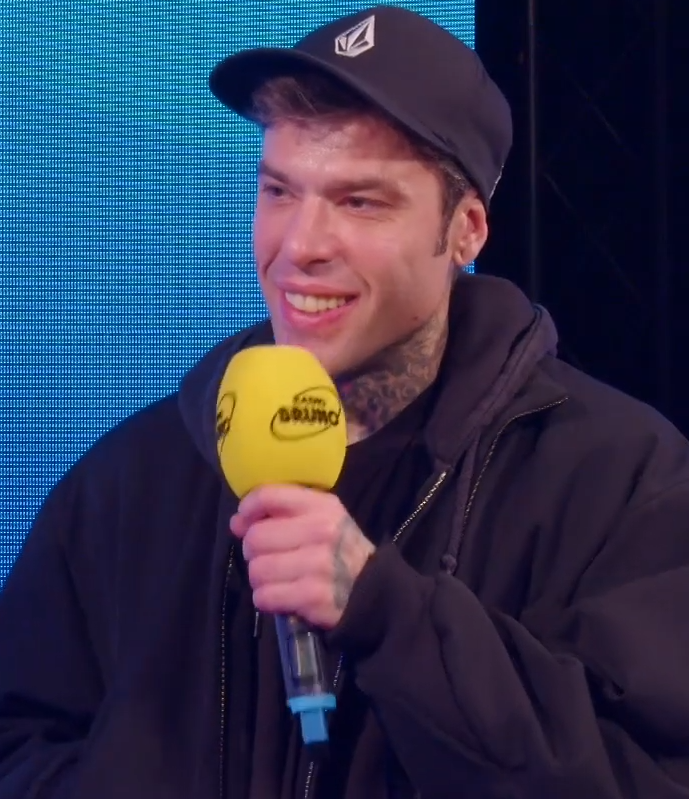
Fedez (2025)

Fedez [ˈfɛːdets], Künstlername von Federico Leonardo Lucia (* 15. Oktober 1989 in Mailand), ist ein italienischer Rapper und Influencer.

## Werdegang
Fedez besuchte das Kunstgymnasium (liceo artistico), brach jedoch im vorletzten Jahr die Schule ab, um sich der Musik zu widmen. Mit dem in Eigenproduktion entstandenen Album Penisola che non c’è, das er online als Gratisdownload zur Verfügung stellte, begann er seine Rapkarriere. Noch im selben Jahr folgte, in Zusammenarbeit mit dem unabhängigen Label Tanta Roba, das zweite Album Il mio primo disco da venduto.
2012 war der Rapper auf dem Album Hanno ucciso l’Uomo Ragno 2012 von Max Pezzali zu hören. Im Jahr darauf folgte sein erstes Album bei einem Major-Label (Sony Music), Sig. Brainwash – L’arte di accontentare, dem sogleich der Aufstieg an die Spitze der Albumcharts gelang. Zusammen mit der X-Factor-Siegerin Francesca Michielin gelang ihm mit der Single Cigno nero auch der Einzug in die Top Ten der Singlecharts. Im Anschluss ging Fedez erstmals auf Tournee.
Noch 2013 trat der Rapper erstmals bei der Castingshow X Factor als Gast-Juror in Erscheinung; schon in der nächsten Ausgabe 2014 war er festes Jurymitglied (u. a. an der Seite von Mika). Sieger dieser Ausgabe war Lorenzo Fragola aus Fedez’ Team; Fedez kümmerte sich anschließend auch um das Management seines Kandidaten. Im selben Jahr brachte er sein nächstes Album Pop-Hoolista heraus, das an den Erfolg des Vorgängers anschließen konnte und wieder eine Reihe von Duetten enthielt. Erneut zusammen mit Francesca Michielin konnte seine Single Magnifico erstmals die Spitze der Singlecharts erreichen; das Lied war in Italien außerdem das erfolgreichste italienische Lied des Jahres.
Auch 2015 war Fedez wieder Juror bei X Factor. Die von ihm betreute Band Urban Strangers landete im Finale zwar nur auf dem zweiten Platz, war dem Sieger in den Charts jedoch überlegen. 2016 brachte ein gemeinsames Projekt mit J-Ax, aus dem die beiden Nummer-eins-Singles Vorrei ma non posto und Assenzio hervorgingen; das Kollaboalbum Comunisti col Rolex von J-Ax & Fedez erschien 2017, gefolgt vom Sommerhit Senza pagare. Im April 2018 wurde bekannt, dass sich das Duo trennen wird und Italiana die letzte gemeinsame Single ist. Auch dieses Lied wurde ein Sommerhit.
Seit 2018 ist Fedez mit der Bloggerin und Influencerin Chiara Ferragni verheiratet. Das Paar hat zwei Kinder und lebte in Mailand. Seit ihrer Heirat trat Fedez verstärkt als Influencer in Erscheinung und hat 12,5 Millionen Follower auf Instagram (Frühjahr 2021). Dabei setzte er zusammen mit Ferragni auch auf politische Botschaften. Beide nannten sich gemeinsam die Ferragnez und waren als entschiedene Gegner Matteo Salvinis und der rechtsgerichteten Lega Nord bekannt. Im Februar 2024 wurde ihre Trennung bekannt.
Mit dem Nummer-eins-Hit Prima di ogni cosa setzte Fedez Ende 2018 seine Solokarriere fort. 2019 erschien sein nächstes Album Paranoia Airlines, das erneut die Chartspitze erreichte und auf dem er unter anderem mit Zara Larsson zusammenarbeitete. Danach pausierte Fedez für eine Weile und nahm an der Realityshow Celebrity Hunted auf Prime Video teil. Im März 2020 meldete er sich mit dem Lied Le feste di Pablo zurück, im Duett mit der Sängerin Cara. Nach weiteren Singleveröffentlichungen wurde seine Teilnahme am Sanremo-Festival 2021 angekündigt. Dort erreichte er mit Chiamami per nome im Duett mit Francesca Michielin den zweiten Platz.
Im März 2022 wurde bei Fedez ein seltener Bauchspeicheldrüsenkrebs diagnostiziert und operativ entfernt.
Beim Sanremo-Festival 2025 erreichte er mit Battito den vierten Platz.

## Diskografie

### Alben
| Jahr | Titel Musiklabel                                   | Höchstplatzierung, Gesamtwochen, AuszeichnungChartplatzierungen (Jahr, Titel, Musiklabel, Platzierungen, Wochen, Auszeichnungen, Anmerkungen) | Höchstplatzierung, Gesamtwochen, AuszeichnungChartplatzierungen (Jahr, Titel, Musiklabel, Platzierungen, Wochen, Auszeichnungen, Anmerkungen) | Anmerkungen                                                                          |
| Jahr | Titel Musiklabel                                   | IT | CH | Anmerkungen                                                                          |
| ---- | -------------------------------------------------- | --- | --- | ------------------------------------------------------------------------------------ |
| 2011 | Penisola che non c’è Badaboom Edizioni             | IT92 (2 Wo.)IT | — | Erstveröffentlichung: 12. März 2011                                                  |
| 2011 | Il mio primo disco da venduto                      | IT57 (6 Wo.)IT | — | Erstveröffentlichung: 30. November 2011                                              |
| 2013 | Sig. Brainwash – L’arte di accontentare Sony Music | IT1 ×3Dreifachplatin · (132 Wo.)IT | — | Erstveröffentlichung: 5. März 2013 Verkäufe: + 150.000                               |
| 2014 | Pop-Hoolista Sony Music                            | IT1 ×4Vierfachplatin · (97 Wo.)IT | — | Erstveröffentlichung: 14. Oktober 2014 inkl. Cosodipinto Edition Verkäufe: + 200.000 |
| 2019 | Paranoia Airlines Sony Music                       | IT1 ×2Doppelplatin · (16 Wo.)IT | CH3 (3 Wo.)CH | Erstveröffentlichung: 26. Januar 2019 Verkäufe: + 100.000                            |
| 2021 | Disumano Columbia Records (SME)                    | IT1 ×4Vierfachplatin · (103 Wo.)IT | CH14 (1 Wo.)CH | Erstveröffentlichung: 26. November 2021 Verkäufe: + 200.000                          |

### Singles
| Jahr | Titel Album                                                                  | Höchstplatzierung, Gesamtwochen, AuszeichnungChartplatzierungen (Jahr, Titel, Album, Platzierungen, Wochen, Auszeichnungen, Anmerkungen) | Höchstplatzierung, Gesamtwochen, AuszeichnungChartplatzierungen (Jahr, Titel, Album, Platzierungen, Wochen, Auszeichnungen, Anmerkungen) | Anmerkungen                                                                                   |
| Jahr | Titel Album                                                                  | IT | CH | Anmerkungen                                                                                   |
| --- | ---------------------------------------------------------------------------- | --- | --- | --------------------------------------------------------------------------------------------- |
| 2013 | Si scrive schiavitù si legge libertà Sig. Brainwash – L’arte di accontentare | IT11 Gold · (12 Wo.)IT | — | Erstveröffentlichung: 29. Januar 2013 Verkäufe: + 15.000                                      |
| 2013 | Cigno nero Sig. Brainwash – L’arte di accontentare                           | IT8 ×2Doppelplatin · (47 Wo.)IT | — | Erstveröffentlichung: 1. März 2013 Verkäufe: + 60.000; feat. Francesca Michielin              |
| 2013 | Alfonso Signorini (Eroe nazionale) Sig. Brainwash – L’arte di accontentare   | IT32 Gold · (14 Wo.)IT | — | Erstveröffentlichung: 31. Mai 2013 Verkäufe: + 15.000; feat. Elio                             |
| 2013 | Nuvole di fango Sig. Brainwash – L’arte di accontentare (Diamond Edition)    | IT9 Gold · (9 Wo.)IT | — | Erstveröffentlichung: 25. Oktober 2013 Verkäufe: + 15.000; feat. Gianna Nannini               |
| 2014 | Generazione bho Pop-Hoolista                                                 | IT15 Platin · (24 Wo.)IT | — | Erstveröffentlichung: 29. September 2014 Verkäufe: + 30.000                                   |
| 2014 | Magnifico Pop-Hoolista                                                       | IT1 ×6Sechsfachplatin · (73 Wo.)IT | — | Erstveröffentlichung: 31. Oktober 2014 Verkäufe: + 300.000; feat. Francesca Michielin         |
| 2015 | L’amore eternit Pop-Hoolista                                                 | IT6 ×3Dreifachplatin · (51 Wo.)IT | — | Erstveröffentlichung: 27. März 2015 Verkäufe: + 150.000; feat. Noemi                          |
| 2015 | 21 grammi Pop-Hoolista (Cosodipinto Edition)                                 | IT4 ×2Doppelplatin · (27 Wo.)IT | — | Erstveröffentlichung: 2. Oktober 2015 Verkäufe: + 100.000                                     |
| 2015 | Beautiful Disaster Pop-Hoolista (Cosodipinto Edition)                        | IT7 ×2Doppelplatin · (30 Wo.)IT | — | Erstveröffentlichung: 4. Dezember 2015 Verkäufe: + 100.000; feat. Mika                        |
| 2018 | Prima di ogni cosa Paranoia Airlines                                         | IT1 Platin · (14 Wo.)IT | CH31 (1 Wo.)CH | Erstveröffentlichung: 2. November 2018 Verkäufe: + 50.000                                     |
| 2019 | Che cazzo ridi Paranoia Airlines                                             | IT2 (4 Wo.)IT | — | Erstveröffentlichung: 4. Januar 2019 mit Tedua feat. Trippie Redd                             |
| 2019 | Holding Out for You Paranoia Airlines                                        | IT4 Gold · (7 Wo.)IT | — | Erstveröffentlichung: 11. Januar 2019 Verkäufe: + 25.000; feat. Zara Larsson                  |
| 2020 | Le feste di Pablo –                                                          | IT1 Platin · (18 Wo.)IT | — | Erstveröffentlichung: 9. April 2020 Verkäufe: + 70.000; mit Cara                              |
| 2020 | Problemi con tutti (giuda) Disumano                                          | IT2 Gold · (5 Wo.)IT | — | Erstveröffentlichung: 15. Mai 2020 Verkäufe: + 35.000                                         |
| 2020 | Bimbi per strada (Children) Disumano                                         | IT4 ×3Dreifachplatin · (31 Wo.)IT | CH81 (1 Wo.)CH | Erstveröffentlichung: 11. Juni 2020 Verkäufe: + 210.000; mit Robert Miles                     |
| 2020 | Bella storia Disumano                                                        | IT4 ×3Dreifachplatin · (33 Wo.)IT | — | Erstveröffentlichung: 25. September 2020 Verkäufe: + 210.000                                  |
| 2021 | Chiamami per nome Disumano                                                   | IT1 ×3Dreifachplatin · (21 Wo.)IT | CH19 (3 Wo.)CH | mit Francesca Michielin Beitrag zum Sanremo-Festival 2021 Verkäufe: + 210.000                 |
| 2021 | Mille Disumano                                                               | IT1 ×6Sechsfachplatin · (61 Wo.)IT | CH43 (10 Wo.)CH | Erstveröffentlichung: 11. Juni 2021 Verkäufe: + 420.000; mit Achille Lauro & Orietta Berti    |
| 2021 | Meglio del cinema Disumano                                                   | IT1 Platin · (17 Wo.)IT | CH92 (1 Wo.)CH | Erstveröffentlichung: 24. September 2021 Verkäufe: + 70.000                                   |
| 2021 | Morire morire Disumano                                                       | IT72 (2 Wo.)IT | — | Erstveröffentlichung: 2. November 2021                                                        |
| 2021 | Sapore Disumano                                                              | IT2 ×2Doppelplatin · (31 Wo.)IT | — | Erstveröffentlichung: 26. November 2021 Verkäufe: + 200.000; feat. Tedua                      |
| 2022 | La dolce vita Disumano (Riedizione)                                          | IT1 ×6Sechsfachplatin · (59 Wo.)IT | CH44 Gold · (12 Wo.)CH | Erstveröffentlichung: 3. Juni 2022 Verkäufe: + 610.000; mit Tananai & Mara Sattei             |
| 2022 | Viola Disumano (Riedizione)                                                  | IT3 ×2Doppelplatin · (23 Wo.)IT | — | Erstveröffentlichung: 14. Oktober 2022 Verkäufe: + 200.000; feat. Salmo                       |
| 2022 | Crisi di stato Disumano (Riedizione)                                         | IT29 Gold · (5 Wo.)IT | — | Erstveröffentlichung: 9. Dezember 2022 Verkäufe: + 50.000                                     |
| 2023 | Disco Paradise –                                                             | IT3 ×5Fünffachplatin · (49 Wo.)IT | CH88 (2 Wo.)CH | Erstveröffentlichung: 25. Mai 2023 Verkäufe: + 500.000; mit Annalisa & Articolo 31            |
| 2024 | Sexy Shop –                                                                  | IT3 ×2Doppelplatin · (22 Wo.)IT | — | Erstveröffentlichung: 31. Mai 2024 Verkäufe: + 200.000; mit Emis Killa                        |
| 2024 | Di caprio –                                                                  | IT5 (5 Wo.)IT | — | Erstveröffentlichung: 13. September 2024 feat. Niky Savage                                    |
| 2024 | Allucinazione collettiva –                                                   | IT12 (5 Wo.)IT | — | Erstveröffentlichung: 21. September 2024                                                      |
| 2025 | Battito –                                                                    | IT2 Platin · (20 Wo.)IT | CH15 (3 Wo.)CH | Erstveröffentlichung: 12. Februar 2025 Verkäufe: + 200.000; Beitrag zum Sanremo-Festival 2025 |
| 2025 | Bella stronza –                                                              | IT24 (6 Wo.)IT | — | Erstveröffentlichung: 15. Februar 2025 mit Marco Masini feat. Kings                           |
| 2025 | Scelte stupide –                                                             | IT13 (… Wo.)IT | — | Erstveröffentlichung: 2. Mai 2025 mit Clara                                                   |
| Folgende Lieder erschienen nicht als Single, wurden aber durch das Album zum Download und Streaming bereitgestellt und konnten somit eine Platzierung erlangen: |                                                                              | | |                                                                                               |
| |                                                                              | | |                                                                                               |
| 2013 | Pensavo fosse amore e invece… Sig. Brainwash – L’arte di accontentare        | IT35 Gold · (18 Wo.)IT | — | Verkäufe: + 15.000; feat. Gué Pequeno                                                         |
| 2013 | Sembra semplice Sig. Brainwash – L’arte di accontentare                      | IT88 Gold · (1 Wo.)IT | — | Verkäufe: + 25.000; feat. J-Ax                                                                |
| 2013 | Faccio brutto Sig. Brainwash – L’arte di accontentare                        | IT93 (2 Wo.)IT | — |                                                                                               |
| 2013 | Questa vita Sig. Brainwash – L’arte di accontentare (Diamond Edition)        | IT53 (1 Wo.)IT | — | feat. Sopreman                                                                                |
| 2013 | Cambia Sig. Brainwash – L’arte di accontentare (Diamond Edition)             | IT68 (1 Wo.)IT | — |                                                                                               |
| 2014 | Sirene Pop-Hoolista                                                          | IT39 Gold · (7 Wo.)IT | — | Verkäufe: + 25.000; feat. Malika Ayane                                                        |
| 2019 | TVTB Paranoia Airlines                                                       | IT1 Gold · (5 Wo.)IT | — | Verkäufe: + 25.000; feat. Dark Polo Gang                                                      |
| 2019 | Kim & Kanye Paranoia Airlines                                                | IT10 (1 Wo.)IT | — | feat. Emis Killa                                                                              |
| 2019 | FuckTheNoia Paranoia Airlines                                                | IT31 (1 Wo.)IT | — | feat. Annalisa                                                                                |
| 2019 | Amnesia Paranoia Airlines                                                    | IT38 (1 Wo.)IT | — |                                                                                               |
| 2019 | Paranoia Airlines                                                            | IT47 (1 Wo.)IT | — |                                                                                               |
| 2019 | Record Paranoia Airlines                                                     | IT48 (1 Wo.)IT | — |                                                                                               |
| 2019 | Sfregi e difetti Paranoia Airlines                                           | IT48 (1 Wo.)IT | — |                                                                                               |
| 2019 | L’una per l’alcol Paranoia Airlines                                          | IT85 (1 Wo.)IT | — |                                                                                               |
| 2019 | Così Paranoia Airlines                                                       | IT94 (1 Wo.)IT | — |                                                                                               |
| 2021 | Stupido stupido Disumano                                                     | IT48 (1 Wo.)IT | — |                                                                                               |
| 2021 | La cassa spinge 2021 Disumano                                                | IT49 (1 Wo.)IT | — | feat. Crookers, Dargen D’Amico & M¥ss Keta                                                    |
| 2021 | Vittoria Disumano                                                            | IT53 (1 Wo.)IT | — |                                                                                               |
| 2021 | Un giorno in Pretura Disumano                                                | IT54 (1 Wo.)IT | — |                                                                                               |
| 2021 | Fuori dai guai Disumano                                                      | IT67 (1 Wo.)IT | — | feat. Cara                                                                                    |
| 2021 | Guarda cosa mi fai fare Disumano                                             | IT84 (1 Wo.)IT | — |                                                                                               |
| 2021 | Fede e speranza Disumano                                                     | IT92 (1 Wo.)IT | — |                                                                                               |
| 2021 | Vecchio Disumano                                                             | IT100 (1 Wo.)IT | — | feat. Dargen D’Amico                                                                          |

Weitere Singles
- 2013: Dai cazzo Federico
- 2013: Bocciofili (Dargen D’Amico feat. Fedez & Mistico; IT: Gold [25.000+])
- 2014: L’hai voluto tu (IT: Gold [25.000+])
- 2014: Non c’è due senza trash (IT: Gold [25.000+])
- 2014: M.I.A. (Fedez feat. Boomdabash; IT: Gold [25.000+])
- 2015: Seven (mit Caneda, J-Ax, Gemitaiz, Rocco Hunt, Baby K und Emis Killa)

### Gastbeiträge
| Jahr | Titel Album                                   | Höchstplatzierung, Gesamtwochen, AuszeichnungChartplatzierungen (Jahr, Titel, Album, Platzierungen, Wochen, Auszeichnungen, Anmerkungen) | Höchstplatzierung, Gesamtwochen, AuszeichnungChartplatzierungen (Jahr, Titel, Album, Platzierungen, Wochen, Auszeichnungen, Anmerkungen) | Anmerkungen                                                     |
| Jahr | Titel Album                                   | IT | CH | Anmerkungen                                                     |
| ---- | --------------------------------------------- | --- | --- | --------------------------------------------------------------- |
| 2013 | La cassa dritta Two Fingerz V                 | IT52 (1 Wo.)IT | — | Erstveröffentlichung: 16. Dezember 2013 Two Fingerz feat. Fedez |
| 2015 | One Last Time My Everything (Italian Edition) | IT6 ×2Doppelplatin · (39 Wo.)IT | — | Verkäufe: + 100.000; Ariana Grande feat. Fedez                  |

## Auszeichnungen für Musikverkäufe
| Goldene Schallplatte - Polen - 2024: für die Single Disco Paradise |

Anmerkung: Auszeichnungen in Ländern aus den Charttabellen bzw. Chartboxen sind in ebendiesen zu finden.
| Land/RegionAuszeichnungen für Musikverkäufe (Land/Region, Auszeichnungen, Verkäufe, Quellen) | Gold       | Platin       | Verkäufe  | Quellen      |
| -------------------------------------------------------------------------------------------- | ---------- | ------------ | --------- | ------------ |
| Italien (FIMI)                                                                               | 14× Gold14 | 67× Platin67 | 4.975.000 | fimi.it      |
| Polen (ZPAV)                                                                                 | Gold1      | —            | 25.000    | olis.pl      |
| Schweiz (IFPI)                                                                               | Gold1      | —            | 10.000    | hitparade.ch |
| Insgesamt                                                                                    | 16× Gold16 | 67× Platin67 |           |              |

## Belege
1. ↑  Laura Errico: Fedez racconta la sua vita prima del successo: “Non devo ringraziare nessuno”. In: Urbanpost. 29. Juni 2013, archiviert vom Original (nicht mehr online verfügbar) am 4. März 2016; abgerufen am 18. November 2015 (italienisch).
2. ↑  Gloria Riva: Impegno Rap. In: LaRepubblica.it. Gruppo Editoriale L’Espresso, 13. Oktober 2011, abgerufen am 18. November 2015 (italienisch).
3. ↑  Andrea Laffranchi: Il miracolo di Fedez rapper «fai da te» e re della classifica. In: Corriere.it. RCS MediaGroup, 16. März 2013, abgerufen am 18. November 2015 (italienisch).
4. ↑  Alessandro Alicandri: Fedez: il primo concerto del 2013. In: Panorama.it. Arnoldo Mondadori Editore, 13. April 2013, abgerufen am 18. November 2015 (italienisch).
5. ↑  Intervista a Fedez. In: Sky.it. Sky International, 21. Juni 2013, archiviert vom Original (nicht mehr online verfügbar) am 24. Juni 2013; abgerufen am 18. November 2015 (italienisch).
6. ↑  Fedez giudice di «X Factor 8»: l’intervista integrale. In: Sorrisi.com. Arnoldo Mondadori Editore, 22. Oktober 2014, archiviert vom Original (nicht mehr online verfügbar) am 19. November 2015; abgerufen am 18. November 2015 (italienisch).
7. ↑  Fedez, accompagnerò Fragola a Sanremo. In: ANSA.it. Agenzia Nazionale Stampa Associata, 21. Dezember 2014, abgerufen am 19. November 2015 (italienisch).
8. ↑  Alessandro Alicandri: Fedez è Pop-Hoolista: tutto sul nuovo album. In: Panorama.it. Arnoldo Mondadori Editore, 10. September 2014, abgerufen am 19. November 2015 (italienisch).
9. ↑  Fedez. In: Sky.it. Sky International, 4. Mai 2015, archiviert vom Original (nicht mehr online verfügbar) am 19. November 2015; abgerufen am 19. November 2015 (italienisch).
10. ↑  Fedez e J-Ax si separano, e la colpa è della cannabis legale. In: TPI. 16. Juni 2018 (tpi.it [abgerufen am 29. Juli 2018]).
11. ↑  Karen Krüger: Italiens mächtige Influencer: Wer hat Angst vor Ferragnez? In: Frankfurter Allgemeine Zeitung, 3. Juni 2021, abgerufen am selben Tag.
12. ↑  Berit-Silja Gründlers, Laszlo Schneider: Chiara Ferragni und Fedez haben sich getrennt. In: Blick. 22. Februar 2024, abgerufen am 23. Februar 2024.
13. ↑  Ehemann von Chiara Ferragni: Sänger Fedez musste sich Tumor entfernen lassen. In: stern.de. 24. März 2022, abgerufen am 30. März 2022.
14. ↑  Alben von Fedez. In: Italiancharts.com. Hung Medien, abgerufen am 18. November 2015.
15. 1 2  Archivio classifiche Top Singoli. FIMI, abgerufen am 30. Januar 2024 (italienisch).
16. ↑  Giorgia Aldi: Ariana Grande – One Last Time (feat. Fedez). EarOne, 25. Mai 2015, abgerufen am 19. November 2015 (italienisch).

| Personendaten    | Personendaten                              |
| ---------------- | ------------------------------------------ |
| NAME             | Fedez                                      |
| ALTERNATIVNAMEN  | Lucia, Federico Leonardo (wirklicher Name) |
| KURZBESCHREIBUNG | italienischer Rapper                       |
| GEBURTSDATUM     | 15. Oktober 1989                           |
| GEBURTSORT       | Mailand                                    |